# Brian Brown (Basketballspieler)
Brian Brown (* 14. Februar 1979 in New York City, New York) ist ein ehemaliger US-amerikanischer Basketballspieler, der für mehrere Vereine in der deutschen Basketball-Bundesliga gespielt hat sowie mit den Lugano Tigers 2010 Schweizer Meister wurde.

## Karriere
Brown spielte während seines Studiums in den USA für die Buckeyes der Ohio State University und wechselte 2002 in die Basketball-Bundesliga nach Deutschland, wo er eine Saison für Telekom Baskets Bonn auf Körbejagd ging. Sein zweijähriger Vertrag wurde nach einer Saison aufgelöst und er kehrte wieder in die USA zurück, um dort in der NBA Development League für die Fayetteville Patriots zu spielen. In der Saison 2004/05 schloss er sich dem Team des TBB Trier an, wo er auf Anhieb zum Führungsspieler und Topscorer avancierte. In seinem zweiten Jahr in Trier wurde er 2006 wurde er zum Most Valuable Player des BBL All-Star Games gewählt.
In der Saison 2006/07 spielte er in der französischen LNB Pro A bei Hyères-Toulon Var Basket. Nach einer Saison kehrte er nach Deutschland zurück und unterzeichnete einen Zweijahresvertrag bei den Eisbären aus Bremerhaven. Auch dieser Vertrag wurde nach einem Jahr gelöst und er spielte zur neuen Saison 2008/09 in Polen.
Im Dezember 2008 wurde er bereits vom TBB in Trier wieder unter Vertrag genommen und er kehrte in die BBL zurück. Der befristete Vertrag wurde über Saisonende hinaus verlängert, doch im Januar 2010 bat Brown um die Auflösung des Vertrages, die ihm auf Grund einer umstrittenen Gehaltskürzung gewährt wurde.
Im Januar 2010 unterzeichnete er einen Vertrag für den Rest der Spielzeit bei den Tigers im schweizerischen Lugano, mit denen er unter dem ehemaligen Trierer Trainer Joe Whelton die Meisterschaft gewann.